# Pristimantis quicato
Pristimantis quicato là một loài động vật lưỡng cư trong họ Strabomantidae, thuộc bộ Anura. Loài này được Ospina-Sarria, Méndez-Narváez, Burbano-Yandi, & Bolívar-García mô tả khoa học đầu tiên năm 2011.